# Chudobín (železniční zastávka)
Chudobín je železniční zastávka v Sobáčově, části obce Mladeč v Olomouckém kraji, na jednokolejné železniční trati Litovel předměstí – Mladeč. Nachází se při jihovýchodním okraji Sobáčova, asi 1 km od Chudobína, který je z administrativního hlediska částí města Litovle.

## Poloha a dopravní spojení
Železniční zastávka je vzdálena jen asi 50 metrů od silnice II/635, na níž se zhruba o 100 m dále nachází autobusová zastávka Sobáčov a poblíž ní také restaurace Stop v objektu někdejší historické mlékárny Chudobín. Zastávka je obsluhována třemi páry osobních vlaků jen o sobotách a nedělích v době hlavní turistické sezóny (v době platnosti jízdního řádu na období 2016/2017 se jednalo o provoz od 17. 6. 2017 do 23. 9. 2017).